# ヒシ科
ヒシ科 (ヒシか、Trapaceae) は双子葉植物の科で、すべて一年生の水草。現生種はヒシ属の数種のみからなり、ユーラシアと北アフリカに分布する。日本にはヒシ、オニビシとヒメビシがある。化石種もいくつか知られ、古いものでは7千万年ほど前（白亜紀末）に遡るTrapago 属がある。
かつてはアカバナ科に入れられたが、水中生活に適応して特殊化しているため分離された。APG植物分類体系ではミソハギ科に含めている。

## 形態
菱形の浮葉を茎から放射状に展開し、水面を覆う。果実には2-4本の棘を持ち、デンプンを蓄積して大型になる。

## 利用
ヒシやトウビシなどの実は食用となる。

## 種
文献によって、学名に与えられる和名が異なることが多い。ここで示す学名も、文献によっては異なる種にあてられることがある。
- トウビシ (Trapa bicornis)
- トラパ・ビスピノサ (Trapa bispinosa)
  - イボビシ (Trapa bispinosa var. makinoi) - ヒシの種内変異であるともされる。
- ヒメビシ (Trapa incisa)
- ヒシ (Trapa japonica)
- オニビシ（広義） (Trapa natans)
  - オニビシ（狭義） (Trapa natans var. japonica)
  - メビシ (Trapa natans var. rubeola) - オニビシの一形態とする場合もある。